# Yair Kraidman
Yair Kraidman (hebräisch יאיר קריידמן‎; * 1. November 1932 in Haifa) ist ein israelischer Schachgroßmeister und spielte zehnmal bei Schacholympiaden (1958 bis 1976).

## Leben
Yair Kraidman sagte in einem Interview von Harald Grafenhofer mit ihm bei der Seniorenweltmeisterschaft 1998 in Grieskirchen: „Ich bin in Israel geboren worden und wohne in der Nähe von Tel Aviv. Seit einem Jahr bin ich in Pension und kann mich verstärkt dem Schach widmen. Ich bin verheiratet, habe eine Tochter und einen Sohn und schon drei Enkelkinder.“
Er hat im israelischen Finanzministerium als Supervisor gearbeitet. 1998 spielte er sein erstes Turnier in Österreich, hat jedoch dreimal Wien besucht. Er liebt klassische Musik und ist Operettenfan. In Deutschland hat er an drei Olympiaden teilgenommen: München 1958, Leipzig 1960 und Siegen 1970. Zur Frage „Können Sie jungen Spielern eine Profilaufbahn empfehlen?“ antwortete Kraidman: „Nein, besonders in Israel gibt es aufgrund der Zuwanderung von russischen Schachspielern einen harten Konkurrenzkampf und es ist sehr schwierig, nur vom Schach zu leben. Ein anderer Beruf ist zur Absicherung der Existenz sicherlich zu empfehlen.“

## Schach
Er spielte für Israel bei folgenden Schacholympiaden:
- 1958 in München als Reserve bei der 13. Schacholympiade (+1 =5 −3)
- 1960 in Leipzig als Reserve bei der 14. Schacholympiade (+4 =5 −2)
- 1962 in Warna am 4. Brett bei der 15. Schacholympiade (+5 =1 −4)
- 1964 in Tel Aviv am 2. Brett bei der 16. Schacholympiade (+7 =6 −3)
- 1966 in Havanna am 2. Brett bei der 17. Schacholympiade (+6 =6 −3)
- 1968 in Lugano am 3. Brett bei der 18. Schacholympiade (+9 =4 −1)
- 1970 in Siegen am 2. Brett bei der 19. Schacholympiade (+6 =10 −0)
- 1972 in Skopje am 2. Brett bei der 20. Schacholympiade (+7 =9 −2)
- 1974 in Nizza am 2. Brett bei der 21. Schacholympiade (+5 =4 −5)
- 1976 in Haifa am 2. Brett bei der 22. Schacholympiade (+2 =5 −2)

Am dritten Brett in Lugano 1968 gewann er die Silbermedaille.
Außerdem nahm Kraidman mit der israelischen Mannschaft an der Mannschaftseuropameisterschaft 1980 in Skara teil und erreichte zusammen mit Raymond Keene das beste Einzelergebnis am fünften Brett.
Im Jahre 1965 erhielt er aufgrund seiner Erfolge den IM-Titel. Im Jahre 1976 verlieh ihm die FIDE den Titel Großmeister.
Mit der Mannschaft der Universität Tel Aviv nahm er zweimal am European Club Cup teil.
Seine weiteren Erfolge sind Zweiter bei der Israelischen Meisterschaft 1959 und bei folgenden Turnieren: Netanya 1961 (Vierter), Tel Aviv 1966 (Zweiter hinter Svetozar Gligorić), Netanya 1968 (geteilter 7. bis 10. Platz, Bobby Fischer gewann), Netanya 1969 (8. Platz, Samuel Reshevsky gewann), Netanya 1971 (6. Platz), Netanya 1974 (Erster), Netanja 1975 (Zweiter), Beer-Sheva 1976 (Erster), Hastings 1976/77 (13. Platz, Oleg Romanishin gewann), Raman Ha-Sharon 1979 (Dritter) und Saint Vincent 2001 (Europameisterschaft der Senioren, 9. Platz), wo Jacob Murey Erster wurde.
Außerdem beteiligte er sich mehrmals an den Seniorenweltmeisterschaft im Schach (1996 in Bad Liebenzell, 1998 in Grieskirchen, 1999 in Gladenbach, 2002 in Naumburg, 2003 in Bad Zwischenahn, 2004 in Halle, 2009 in Condino). 2004 spielte er für Israel am dritten Brett bei der ersten Mannschaftsweltmeisterschaft der Senioren in Port Erin (Isle of Man) und gewann mit seinem Team die Goldmedaille. Auf der Schacholympiade 2008 in Dresden wurde er Erster im Seniorenturnier.